# Musée des sciences biologiques docteur Mérieux
 (septembre 2020).
Si vous disposez d'ouvrages ou d'articles de référence ou si vous connaissez des sites web de qualité traitant du thème abordé ici, merci de compléter l'article en donnant les références utiles à sa vérifiabilité et en les liant à la section « Notes et références ».
Le musée des sciences biologiques docteur Mérieux est un musée situé à Marcy-l'Étoile ouvert depuis 2007.
L'Institut Mérieux s'est installé sur la commune de Marcy-l'Étoile en 1917.
La commune s'est développée en même temps que cet institut. Le maire de la commune Joël Piégay a souhaité commémorer l'histoire de sa commune en créant ce musée consacré aux sciences biologiques, à la santé publique, et à l'histoire de la vaccination. Le musée se veut aussi un lien entre les deux médecines humaines et vétérinaires. Il est géré par une association loi de 1901.
La commune abrite également l'école nationale vétérinaire de Lyon aujourd'hui Vet Agro Sup.
Le musée comporte cinq salles de présentation.

## SalleNo1les grandes étapes de l'histoire de la médecine
Hippocrate, Avicenne, Ambroise Paré Claude Bernard
Les sources des maladies infectieuses l'agent pathogène :
- 1880 Découverte de l'agent du paludisme Alphonse Lavéran
- 1882 Découverte du bacille tuberculeux Robert Koch
- 1885 Joseph Meister est mordu par un chien enragé, est sauvé par Louis Pasteur
- 1887 en:Anton Weichselbaum isole l'agent de la méningite cérébrospinale le méningocoque
- 1894 Alexandre Yersin isole l'agent de la peste
- 1901 Walter Reed prouve que la fièvre jaune est due à un virus.

## SalleNo21917-1937 une période troublée
Culture in-vitro des agents pathogènes, après  avoir été cultivés in-vivo sur des êtres vivants.
On découvre le lien entre les pathologies humaines et les maladies animales:
Le moustique anophèle est le vecteur du paludisme, le chien est le vecteur de la rage, la chauve-souris est le vecteur du virus Ebola.

## SalleNo31937 1967 Des sérums à la biologie industrielle
- 1943 première utilisation de la pénicilline en thérapeutique
- 1953 détermination de la structure de l'ADN par James Watson & Francis Crick
- 1955 première vaccination de masse aux États-Unis contre la polio…
- 1961 Vaccination obligatoire des bovins  contre la fièvre aphteuse en France
- 1963 première vaccination contre la rougeole en France
- 1974 Oscar de l'exportation pour l'albumine humaine extrait du placenta humain produite par l'Institut Mérieux  à Marcy (10 % du marché mondial).

## SalleNo41967-1997
- 1973, vaccination de masse contre la méningite C au Brésil
- 1976 Identification du virus Ebola
- 1979 éradication officielle de la variole
- 1980 identification du virus du Sida
- 1985 début du séquençage du génome humain.

## Exposition thématique annuelle
- La tuberculose, maladie d'hier et aujourd'hui.
- Émergence des maladies infectieuses.
- La rage de Victor Galtier à nos jours.
- De la fourche à la fourchette, le danger est-il dans l'assiette ?
- Une maladie infectieuse peut-elle mourir aussi
- Moustiques puces et tiques... offensive des maladies vectorielles.

Ces expositions sous forme de panneaux mobiles peuvent être empruntées.

## Galerie d'images

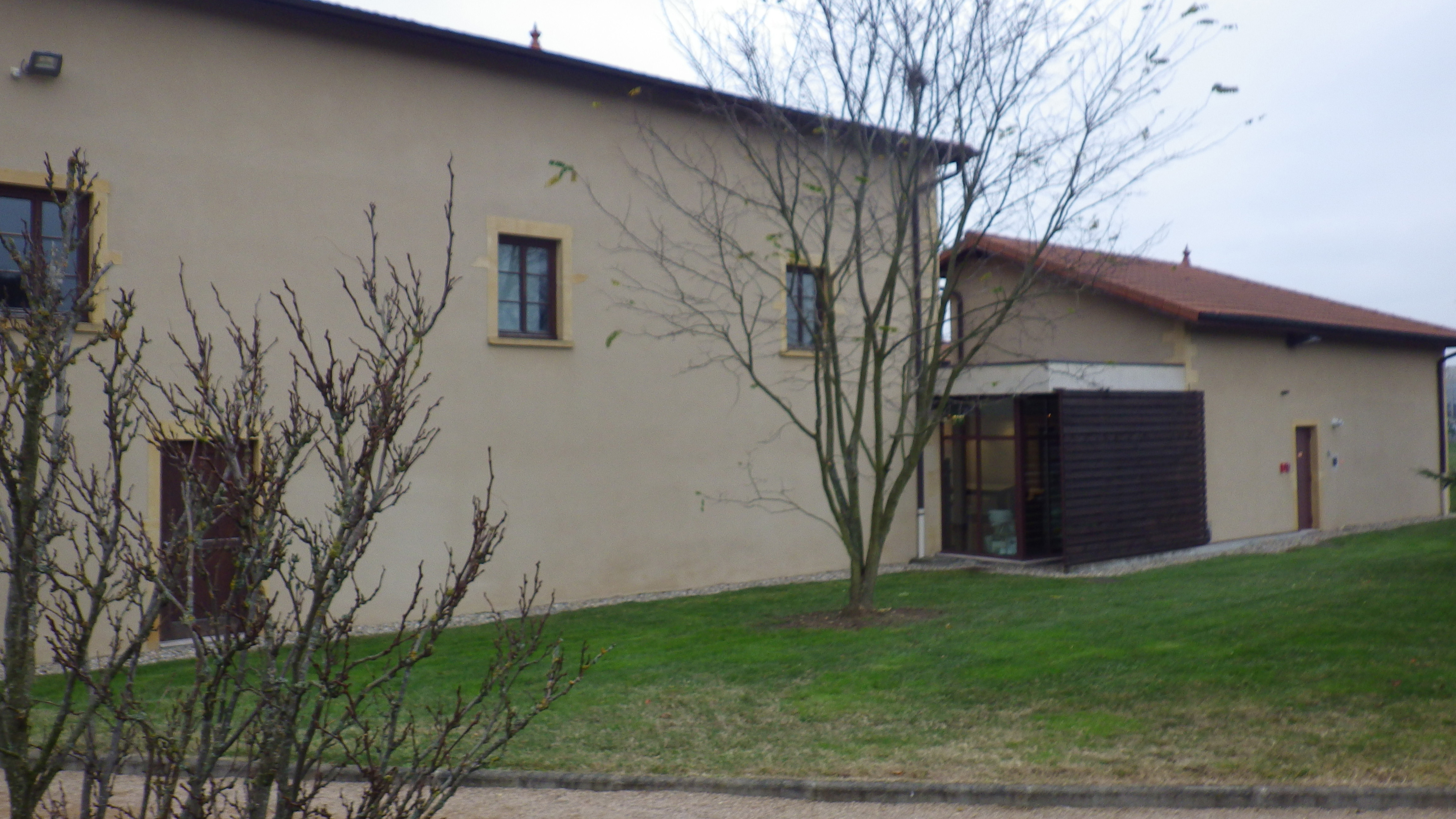
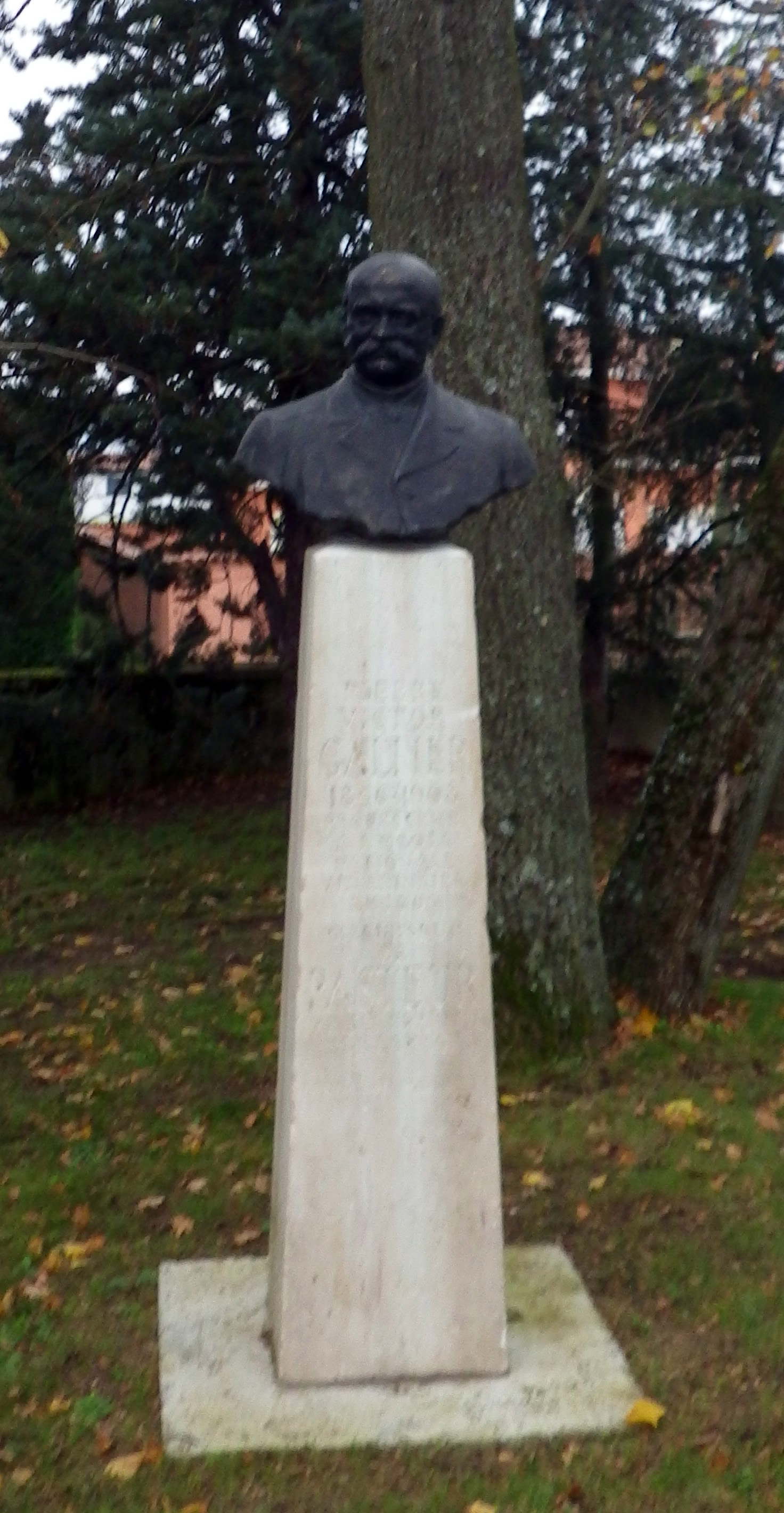
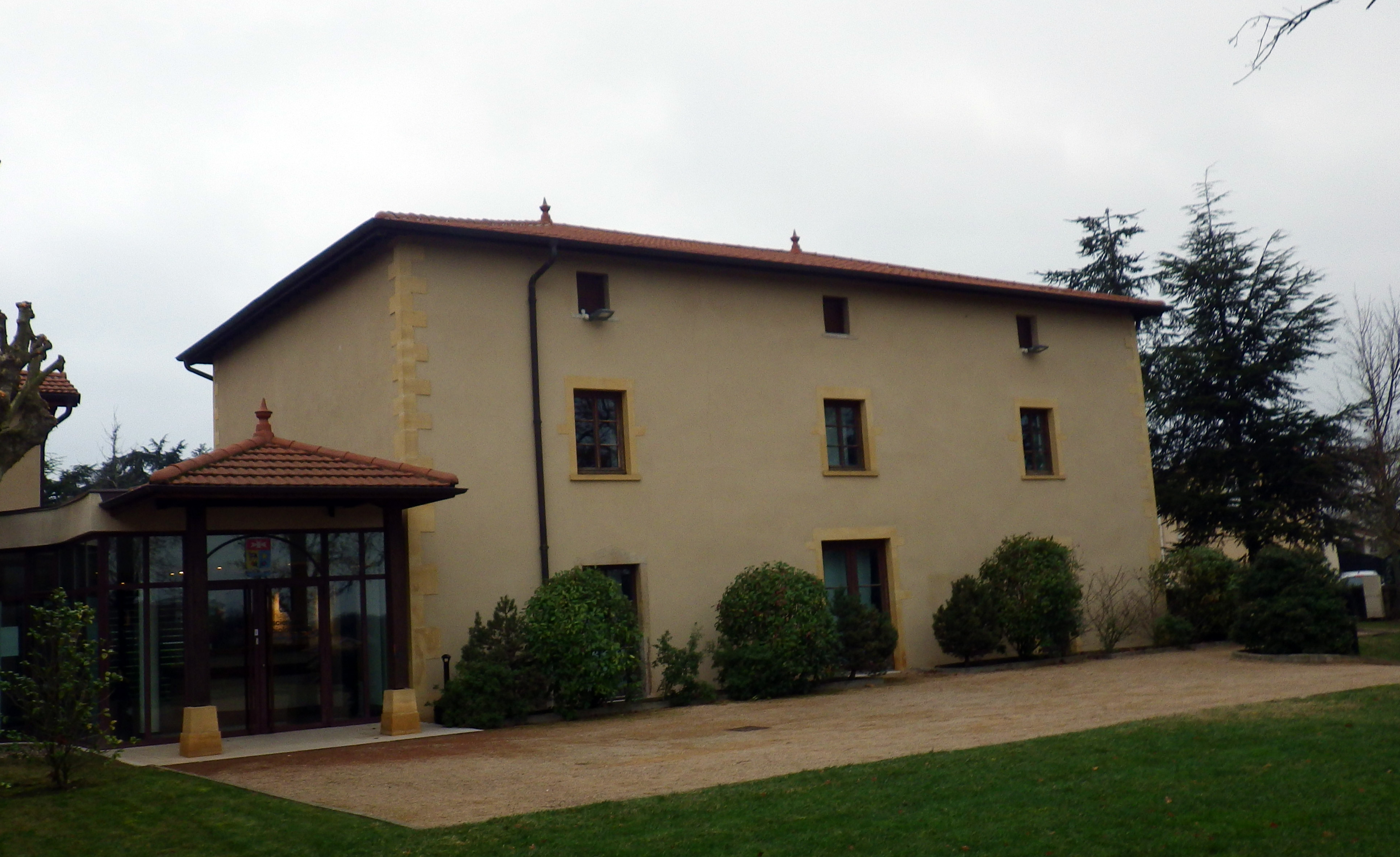